# Poelau
Poelau ist eine osttimoresische Aldeia im Suco Soro (Verwaltungsamt Ainaro, Gemeinde Ainaro). 2015 lebten in der Aldeia 382 Menschen.

## Geographie und Einrichtungen
Die Aldeia Poelau bildet den Norden des Sucos Soro. Südlich befindet sich die Aldeia Leolala und südwestlich die Aldeia Guer-Udo. Im Westen grenzt Poelau an den Suco Ainaro, im Nordwesten an den Suco Manutaci und im Nordosten und Osten an den zum Verwaltungsamt Hatu-Builico gehörenden Suco Mauchiga. Die Grenze zu Mauchiga bildet der Belulik, die Grenze zum Suco Ainaro der Maumall, eine Nebenfluss des Belulik. Im Süden von Poelau liegt der Berg Surolan (1228 m).
Einige Häuser stehen am Ufer des Maumall. Zwei Brücken führen an das Ufer, wo die Gemeindehauptstadt Ainaro liegt. Ebenfalls im Westen von Poelau befindet sich das Dorf Mamurlau. Hier steht eine Sendeantenne der Telkomcel. Der Osten der Aldeia ist unbesiedelt.